# Renacimiento Fútbol Club
Il Renacimiento Fútbol Club è una società calcistica equatoguineana, con sede a Malabo.
Ha vinto quattro titoli nazionali.
Nel 2009 la società fallisce, salvo essere rifondata nel 2012 e iscritta alla Seconda Divisione.

## Giocatori famosi
| N. |                               | Ruolo | Calciatore      |
| -- | ----------------------------- | ----- | --------------- |
|    | Guinea Equatoriale (bandiera) | P     | Silvestre Ecolo |
|    | Guinea Equatoriale (bandiera) | D     | José Bokung     |
|    | Guinea Equatoriale (bandiera) | C     | Papu            |
|    | Guinea Equatoriale (bandiera) | A     | Ibrahim Touré   |

## Palmarès

### Competizioni nazionali
- Primera Divisíon de Honor: 4

2004, 2005, 2006, 2007